# Henry Harwood
L'almirall Sir Henry Harwood Harwood, KCB, OBE (Londres, 19 de gener de 1888 - Goring-on-Thames, 9 de juny de 1950) va ser un oficial naval britànic que adquirí fama en la batalla del Riu de la Plata.

## Biografia
Va néixer al barri londinenc de St George, a Hannover Square el 1888, fill d'una família de classe mitjana acomodada. El seu pare era Surtees Harwood Harwood, un prestigiós advocat del bufet Ashman de Suffolk i, la seva mare, Mary Cecil Ullathorne.
Després d'estudiar a la Foster School i a la Stubbington House School, una escola preparatòria naval denominada "el bressol de la Royal Navy", Harwood es graduà com a cadet el 1903 amb 15 anys a bord del HMS Britannia i va ingressar a la Royal Navy el 1904 i es va especialitzar en torpedes.
El 30 de juliol de 1908 es qualificà per a tinent amb les màximes qualificacions
Va servir a la Primera Guerra Mundial sense arribar a entrar en acció, sent promogut a tinent comandant el 1916.
El 1919, va servir al cuirassat HMS Royal Sovereign, 1r Esquadró de Batalla. El 1924 es casà amb Joan Kate Sealway, amb qui tindria dos fills.
El 1929 havia estat ascendit a capità i esdevingut el comandant del destructor HMS Warwick i oficial superior de la 9a divisió de destructors.
El 1931 i el 1932, Harwood va assistir a l'Imperial Defence College. En acabar el curs, el març de 1932, es va convertir en capità de bandera del creuer pesat HMS London, mentre que al mateix temps servia com a oficial d'estat major del contraalmirall al comandament del 1r esquadró de creuers. Des del juliol de 1934 fins al 1936, Harwood va formar part del personal del Royal Naval War College de Greenwich (HMS President).
El setembre de 1936, Harwood va ser nomenat comodor i va rebre el comandament de la Divisió sud-americana de l'estació d' Amèrica i de les Índies Occidentals, alhora que exercia com a comandant del creuer HMS Exeter.
El gener de 1939, a bord del HMS Ajax, cooperà humanitàriament amb les víctimes del terratrèmol de Talcahuano (Xile), rebent l'orde del Mèrit xilè.
En esclatar la Segona Guerra Mundial, el comandament del HMS Exeter va passar al capità F.S. Bell.

### Segona Guerra Mundial
Harwood comandava un esquadró format pels creuers pesats HMS Cumberland i HMS Exeter, i els creuers lleugers HMS Achilles i HMS Ajax. Va fer onejar el seu banderí ample a l'Ajax com a insígnia. L'esquadró es va desplegar a l'Atlàntic sud contra l'Admiral Graf Spee, que atacava els vaixells aliats allà.

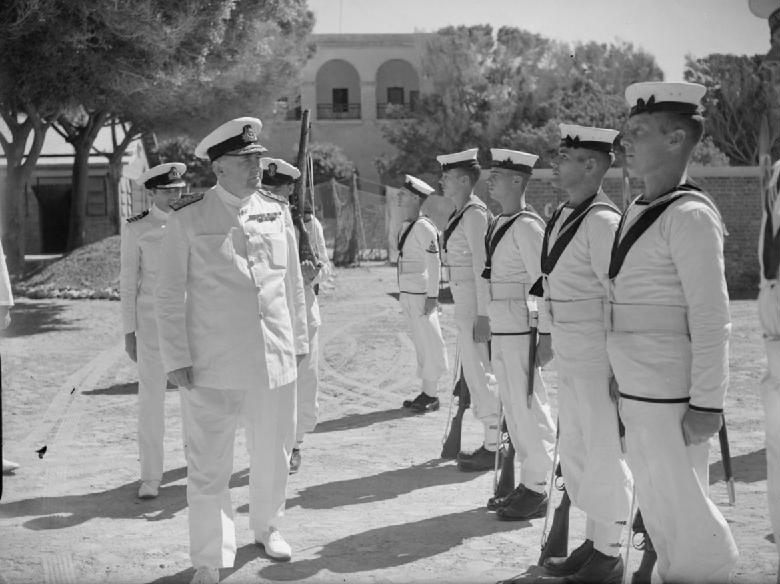
El vicealmirall Harwood inspecciona les qualificacions de l'HMS Canopus, la base d'entrenament de la Royal Navy a Alexandria, el setembre de 1942.

El 2 de desembre de 1939, Harwood rebé la pista que cercava en rebre els comunicats del HMS Doric Star, el darrer vaixell de càrrega que s'havia enfonsat radiant la posició alertant d'un cuirassat de butxaca que l'atacava davant l'Àfrica occidental.
Harwood sospitava l'enemic havia deixat transmetre deliberadament el missatge per fer que el busquessin allà, i deduí encertadament que l'enemic canviaria d'escenari mentre que el buscaven davant l'Àfrica occidental, i que el vaixell corsari intentaria atacar a l'estuari del Riu de la Plata. Com que el Cumberland estava absent per a les reparacions, Harwood va desplegar els seus altres tres creuers fora de l'estuari el 12 de desembre. A l'albada del 13, la flota de Haewood detectà el fum un vaixell no identificat, al qual un vigia identificat com un cuirassat; i Harwood es llançà a la cacera. El vaixell identificat era el cuirassat de butxaca Admiral Graf Spee, individualment superior a qualsevol dels 3 vaixells britànics. A la consegüent batalla del Riu de la Plata, el 13 de desembre, els creuers de Harwood van resultar danyats, però també el mateix Graf Spee, que va fugir a Montevideo, al neutral Uruguai. Al cap de pocs dies va ser barrenat allà per la seva tripulació. Per a aquesta acció, Harwood va ser ascendit a contraalmirall i va ser nomenat cavaller.
Des de desembre de 1940 fins a abril de 1942, el contraalmirall Harwood va exercir de Lord Comissari de l'Almirallat i Ajudant de Cap d'Estat Major Naval. L'abril de 1942, Harwood va ser ascendit a vicealmirall i comandant en cap de la flota mediterrània, rellevant sir Andrew Cunningham i va enarborar la seva bandera al HMS Nile; actuant com un Almirall de la Flota tot i no ser-ho. El comandament es va dividir més tard, i es va convertir en comandant en cap, Llevant, el febrer de 1943, amb la responsabilitat del suport del flanc i del subministrament marítim del 8è Exèrcit britànic.
Ja fos perquè no estava preparat pel seu càrrec, o bé perquè la situació al nord d'Àfrica es tornà dramàtica pel 8è Exèrcit, una sèrie de desafortunades operacions navals de Harwood complicaren els subministraments britànics en aquell escenari, la qual cosa provocà que Harwood caigués sota la insistència del general Montgomery del podi de confiança de Churchill, rellevant-lo discretament el 1943 i frustrant la seva ulterior carrera naval.
L'abril de 1944, Harwood es va convertir en Almirall comandant, Orcades i Shetlands, sense veure més acció i vivint una tranquil·la vida naval en meitat de la guerra. ((HMS Proserpine). Es va retirar el 15 d'agost de 1945 amb el rang d'almirall, després d'haver estat declarat mèdicament no apte per a un nou càrrec.

### Postguerra
Sir Henry Harwood va morir a Goring-on-Thames el 1950. L'avinguda Harwood, la principal via de la ciutat d'Ajax, Ontario, va rebre el seu nom.
A la pel·lícula de 1956, La batalla del Riu de la Plata, Harwood va ser interpretat per Anthony Quayle.

## Dates de promoció
Almirall – 22/04/1942
 Vicealmirall – 06/02/1942
 Contraalmirall – 13/12/1939
 Comodor – 2a classe 17/089/1939; 1a classe: 25/08/1939
 Capità - 31/12/1928
 Comandant - 30/06/1921
 Tinent Comandant - 30/07/1916
 Tinent – 30/07/1908
 Sotstinent – 09/04/1908, antiguitat 30/07/1907
 Guardiamarina – 1904

## Honors
Comandant de l'orde del Bany - 23 de desembre de 1939
 Oficial de l'orde de l'Imperi Britànic - 17 de juliol de 1919
 Menció als Despatxos - 1 de gener de 1941
 Estrella de 1914-15
 Medalla Britànica de la Guerra 1914-20
 Medalla de la Victòria 1914-1918
 Estrella de 1939-45
 Estrella de l'Atlàntic
 Estrella d'Àfrica
 Medalla de la Defensa
 Medalla de la Guerra 1939-1945
 Medalla de la Coronació del Rei Jordi VI 1937
 Medalla del Jubileu de Plata del Rei Jordi V 1935
 Creu de guerra (Grècia) - 17 d'abril de 1943
 Gran oficial de l'orde al mèrit (Xile) - 6 de setembre de 1940
Medalla d'or de Concepción (Xile) - 1939